# Modeste Mutinga Mutushayi
Pour les articles homonymes, voir Mutinga.
Modeste Mutinga Mutushayi est un homme politique et patron de presse du Congo-Kinshasa. Il est ministre des Affaires sociales, des Actions humanitaires et de la Solidarité nationale au sein du gouvernement Lukonde de 2021 à 2024. Il a également été sénateur.
Fondateur du quotidien indépendant Le Potentiel en 1985, il a plusieurs fois été menacé et emprisonné dans les années 1990 par les régimes de Mobutu et de Laurent-Désiré Kabila pour ses publications critiques du pouvoir. En 2000, il reçoit le Prix international de la liberté de la presse.

## Biographie

### Journalisme

#### Carrière et création duPotentiel
Journaliste de métier, Modeste Mutinga travaille à ses débuts au sein de l'hebdomadaire Demain l'Afrique. Dans le Zaïre de Mobutu, où la liberté de la presse est limitée et où les principaux journaux (Salongo et Elima) se font la voix du gouvernement, il décide de fonder en 1985 le journal Le Potentiel. Ce quotidien, qui se revendique « indépendant », a alors pour objectif de promouvoir la liberté d'opinion et de défendre les idéaux démocratiques portés par l'UDPS, parti d'opposition dirigé à l'époque par Étienne Tshisekedi.
Ce journal, dont il est le directeur et éditorialiste, devient le plus grand quotidien de Kinshasa au début des années 1990, lorsque Mobutu met fin au parti unique. Modeste Mutinga devient alors l'une des voix les plus écoutées du Congo, notamment pendant la période de la Conférence nationale souveraine de 1991-1992, qu'il commente régulièrement dans ses éditoriaux. Il est cependant la cible de menaces et son journal fait l'objet de sanctions.
Pendant les guerres qui ravagent la RDC dans les années 1990, Modeste Mutinga lance l'initiative « Les Médias pour la paix ». Il est plusieurs fois menacé et emprisonné sous Mobutu et Laurent-Désiré Kabila pour ses publications critiques du pouvoir, ainsi que pour son refus de révéler ses sources. Il est notamment condamné à 15 ans de détention. Défendu par ses confrères, il ouvre à cette époque la voie à une génération de « journalistes combattants » selon Colette Braeckman. En 2000, il reçoit le Prix international de la liberté de la presse pour son combat.

#### Président de la Haute autorité des médias
Peu avant l'élection présidentielle de 2006, il est placé à la tête de la Haute autorité des médias (HAM), institution chargée de surveiller l'objectivité et le fair-play de la presse nationale. Dans un contexte électoral tendu, les médias privés se déchaînent alors contre les rivaux de leurs candidats favoris, certains se lançant même dans « une surenchère d'attaques haineuses, voire d'appels à la violence », comme les chaînes appartenant au candidat Jean-Pierre Bemba. La HAM, sous l'autorité de Modeste Mutinga, sévit alors plusieurs fois, distribuant blâmes, avertissements et amendes, suspendant même la Radio-Télévision nationale congolaise pendant 48 h. Le 27 juillet 2006, à la suite d'une réunion publique de Jean-Pierre Bemba à Kinshasa, les partisans du candidat détruisent le siège de la HAM. Modeste Mutinga, lui-même menacé de mort et privé de moyens, doit alors se réfugier temporairement au Centre Wallonie-Bruxelles de Kinshasa, puis aux Galeries présidentielles. Par la suite, il renonce à organiser le débat d'entre-deux-tours.

### Carrière politique

#### Sénateur
Modeste Mutinga se porte candidat lors des élections sénatoriales de 2007 et est élu au Sénat congolais, où il devient rapporteur. Il laisse alors la direction du Potentiel à son ami Freddy Mulumba. 

#### Ministre
Le 12 avril 2021, il est nommé par le président de la République Félix Tshisekedi ministre des Affaires sociales, des Actions humanitaires et de la Solidarité nationale au sein du gouvernement Lukonde.

## Distinctions
- 2000 : Prix international de la liberté de la presse

## Vie personnelle
Modeste Mutinga est le père de 12 enfants.